# RADIO BALLOON
RADIO BALLOON（レディオ・バルーン）は、大阪を中心に既存の放送の関係者が世界に向けたリアルタイム・ストリーミングのみで放送するインターネット・ラジオ局。
2018年5月5日開局、主に日本語の放送で週約10時間の生放送、約9か月で全世界約26か国にリスナー。インターネット上でのラジオでありながら、PCやスマートフォン向けのごく小サイズの画像を常時配信するハイブリッドな形式の放送が特徴。その特徴で生放送においてTVと同様の生中継を画像付で放送。日本のお正月の風習の「初詣」を「天神祭り」で有名な「大阪天満宮」境内より生中継。基本CMの無い非営利の放送局、出演者、運営者の持ち寄りで運営。24時間1ストーリミングのみで地上波の放送とほぼ同じ形態。出演者は地上波の放送に出演、放送タレント、アナウンサー、ナレーターなど。

## 主な放送番組
- 妹尾和夫と安井牧子の「かけ込みラジオ！」
- パロディフライアワー
- ここ掘れぼんぼん
- しょうへい・ゆいこの「ちょっといっぷくしませんか～？」